# کینگز پوینت (نیویورک)
کینگز پوینت دهکده و بخشی از گریت نک در شهرستان ناساو، نیویورک در کرانهٔ شمالی لانگ آیلند است. بنا به سرشماری ۲۰۱۰ ۵۰۰۰ نفر جمعیت داشته‌است.

## جغرافیا
کینگز پوینت واقع است در ۴۰°۴۸′۵۶″شمالی ۷۳°۴۴′۱۶″غربی / ۴۰٫۸۱۵۶۵۵°شمالی ۷۳٫۷۳۷۷۲۵°غربی.

## جمعیت شناسی
۹۱٫۶۷ درصد مردم آن سفید، ۰٫۸۷% سیاه، ۰٫۰۸% بومی آمریکا، ۳٫۵۵% آسیایی بوده‌اند. ۱٫۹۵% هیسپنیک یا لتینو بوده‌اند.
در سال ۲۰۰۰ کینگز پوینت بیشترین به هم بستگی ایرانی را در ایالات متحده داشت زیرا ۲۹٫۷% جمعیتش دارای تبار ایرانی یهودی بودند.

## بیرون
- American Merchant Marine Museum